# チャールズ・ネヴィル (第6代ウェストモーランド伯)
第6代ウェストモーランド伯爵チャールズ・ネヴィル（英語: Charles Neville, 6th Earl of Westmorland、1543年 - 1601年11月16日）は、イングランドの貴族。
イングランド北部に所領を持つカトリックの貴族であり、同じく北部カトリック貴族である第7代ノーサンバランド伯トマス・パーシーとともに北部諸侯の乱を起こしたが、失敗してオランダへ亡命した。

## 経歴
1543年に第5代ウェストモーランド伯爵ヘンリー・ネヴィルとその妻アン（初代ラトランド伯爵トマス・マナーズの娘）の間の次男として生まれる（長男は早世）。
1564年2月10日に第6代ウェストモーランド伯爵位を継承した。ノーフォーク公ハワード家の法定推定相続人サリー伯爵ヘンリー・ハワードの娘ジェーンと結婚したことがきっかけでカトリック党派の一員となったが、1565年に初代ラッセル男爵ジョン・ラッセルがモーペスで彼と会見した段階では彼は王党派だったという。
1566年9月から貴族院議員となった。
1568年5月にスコットランド前女王メアリーがイングランドへ亡命してくると、同じ北部カトリック貴族の第7代ノーサンバランド伯トマス・パーシーとともにローマ教皇やスペイン王フェリペ2世の後援を受けてメアリーをイングランド王位に就けてカトリック信仰を再興する計画を企てるようになった。
1569年9月に義兄の第4代ノーフォーク公トマス・ハワードが逮捕されると、ノーサンバランド伯とともに蜂起する決意を固めた（北部諸侯の乱）。同年11月14日にウェストモーランド伯とノーサンバランド伯率いるカトリック反乱軍はダラムに進軍し、ダラム大聖堂を占拠して国教会の祈祷書を破棄して大主教にカトリックのミサを行うことを強要することで反乱の狼煙を上げた。さらに反乱軍は南下しながら行く先々でカトリックのミサを行い、カトリック信者を軍勢に加えていった。
エリザベス1世は両伯爵追討のために第3代サセックス伯爵トマス・ラドクリフ率いる政府軍を派遣したが、政府軍が到着する前に反乱軍の軍資金は底をついた。結局反乱軍は政府軍と直接に戦闘を交えることなく、11月24日にヨーク市の前で撤退し、12月16日には解散した。残党の多くはスコットランドへ亡命したが（ノーサンバランド伯もスコットランドへ亡命したが、スコットランド摂政の初代マリ伯爵ジェイムズ・ステュアートはイングランドと外交問題になるのを恐れてノーサンバランド伯の身柄をイングランドに引き渡したため、ノーサンバランド伯は処刑されている）、ウェストモーランド伯はスペイン領オランダへ逃れ、スペインから年金を支給されて生活を営んだ。
1571年にはイングランド不在のまま爵位没収が宣告された。
1601年11月16日にニーウポールトで死去した。

## 爵位
1564年2月10日に父ヘンリー・ネヴィルから以下の爵位を継承した。
- 第6代ウェストモーランド伯爵 (6th Earl of Westmorland)
(1397年9月29日の勅許状によるイングランド貴族爵位)
- ラビーの第9代ネヴィル男爵（英語版） (9th Baron Nevill de Raby)
(1295年6月24日の議会招集令状によるイングランド貴族爵位)
- 第6代ネヴィル男爵 (6th Baron Nevill)
(1459年6月24日の議会招集令状によるイングランド貴族爵位)

## 家族
1564年にサリー伯爵ヘンリー・ハワードの娘で第4代ノーフォーク公トマス・ハワードの姉にあたるジェーンと結婚。彼女との間に以下の1男4女を儲けた。
- 長男 名前不詳（1569-1571） - 儀礼称号でネヴィル卿
- 長女キャサリン・ネヴィル (生没年不詳)  - サー・トマス・グレイと結婚
- 次女エレノア・ネヴィル (-1604)
- 三女マーガレット・ネヴィル (生没年不詳)  - ニコラス・プジーと結婚
- 四女アン・ネヴィル (生没年不詳)  - デイヴィッド・イングルビーと結婚